# Lucas Bergvall
Lucas Bergvall (2 februari 2006) is een Zweeds voetballer die doorgaans als centrale middenvelder speelt. Hij maakte op 1 Juli 2023 de overstap van Djurgården naar Tottenham Hotspur. Op 12 januari 2024 maakte hij zijn debuut in het Zweedse elftal tijdens de oefeninterland tegen Estland. 

## Clubloopbaan

### Jeugd
Bergvall maakte sinds zijn achtste onderdeel uit van de jeugdacademie van Brommapojkarna uit Bromma, een stadsdeel van de hoofdstad Stockholm. Hij doorliep de onderbouw en hij maakte in juli 2022 op 16-jarige leeftijd de overstap naar de senioren.

### Brommapojkarna
Op 21 november 2021 maakte Bergvall op 15-jarige leeftijd zijn debuut in het eerste elftal tijdens de laatste competitiewedstrijd van het seizoen in de uitwedstrijd tegen Piteå IF. Hij kwam in de 83e minuut in het veld. Brommapojkarna werd kampioen in de Ettan Norra en promoveerde naar de Superettan. Begin juli werd besloten om de 16-jarige Bergvall over te hevelen naar de eerste selectie. Op 10 september stond hij tijdens de met 3-0 gewonnen thuiswedstrijd tegen Landskrona BoIS voor de eerste keer in de basis. Op 4 oktober maakte hij tijdens de met 4-1 verloren uitwedstrijd tegen Östers IF zijn eerste doelpunt bij de senioren. In de 92e minuut scoorde hij na een voorzet van zijn broer Theo Bergvall. Brommapojkarna werd aan het einde van het seizoen 2022 opnieuw kampioen en promoveerde naar de Allsvenskan. Ondanks de interesse van een aantal Europese topclubs koos Bergvall om een overstap te maken naar het in dezelfde divisie spelende Djurgårdens.

### Djurgården
Aan het begin van seizoen 2023 tekende Bergvall een driejarig contract dat hem tot 2025 aan Djurgården verbond. Op 20 februari maakte hij zijn debuut tijdens de groepswedstrijd voor de Svenska Cupen tegen Landskrona BoIS. Hij kwam in de 76e minuut in het veld voor Gustav Wikheim en hij maakte aan het einde van de wedstrijd zijn eerste doelpunt voor de Stockholmse club. Bergvall begon de competitie met een aantal invalbeurten waarna hij op 24 mei tijdens de met 1-0 gewonnen thuiswedstrijd BK Häcken voor de eerste keer in het basis begon. Op 27 juli maakte hij zijn Europese debuut tijdens de kwalificatiewedstrijden voor de Conference League tegen het Zwitserse FC Luzern. In de met 1-2 verloren heenwedstrijd in Stockholm kwam hij in de 63e minuut in het veld voor Magnus Eriksson. Door het 1-1 gelijke spel in de terugwedstrijd was Djurgårdens uitgeschakeld. Op 30 september 2023 maakte hij zijn eerste competitiedoelpunt op het hoogste niveau in Zweden tijdens de met 1-0 gewonnen thuiswedstrijd tegen Halmstads BK. Hij maakte in de 82e minuut na een voorzet van Samuel Dahl het enige doelpunt van de wedstrijd. In februari 2024 tekende hij een vijfjarig contract bij Tottenham Hotspur met daarin de afspraak dat hij op 1 juli 2024 de overstap zou gaan maken. Hierdoor speelde hij de eerste helft van het seizoen 2024 als basisspeler alle wedstrijden. Op 2 juni speelde hij tegen Hammarby zijn laatste duel.

## Clubstatistieken
| Seizoen                    | Club              | Competitie      | Competitie | Competitie | Beker | Beker | Internationaal | Internationaal | Overig | Overig | Totaal | Totaal |
| Seizoen                    | Club              | Competitie      | Wed.       | Dlp.       | Wed.  | Dlp.  | Wed.           | Dlp.           | Wed.   | Dlp.   | Wed.   | Dlp.   |
| -------------------------- | ----------------- | --------------- | ---------- | ---------- | ----- | ----- | -------------- | -------------- | ------ | ------ | ------ | ------ |
| 2021                       | IF Brommapojkarna | Ettan Norra     | 1          | 0          | 0     | 0     | 0              | 0              | 0      | 0      | 1      | 0      |
| 2022                       | IF Brommapojkarna | Superettan      | 11         | 1          | 0     | 0     | 0              | 0              | 0      | 0      | 11     | 1      |
| 2023                       | Djurgårdens IF    | Allsvenskan     | 25         | 2          | 3     | 1     | 1              | 0              | 0      | 0      | 29     | 3      |
| 2024                       | Djurgårdens IF    | Allsvenskan     | 12         | 3          | 6     | 3     | 1              | 0              | 0      | 0      | 19     | 6      |
| Carrière totaal            | Carrière totaal   | Carrière totaal | 49         | 6          | 9     | 4     | 2              | 0              | 0      | 0      | 41     | 4      |
| Bijgewerkt tot 7 juni 2024 |                   |                 |            |            |       |       |                |                |        |        |        |        |

## Interlandloopbaan
Bergvall kwam uit voor diverse Zweedse nationale jeugdelftallen en hij maakte in 2024 zijn debuut in het Zweedse elftal. 

### Zweedse jeugdelftallen
Op 23 september 2021 maakte hij zijn debuut met  Zweden –15 tijdens een met 0-6 verloren oefeninterland tegen Noorwegen. Op 16 mei 2022 tijdens een oefenduel van Zweden –16 tegen Zwitserland maakte hij zijn eerste doelpunt. Hij maakte in de 31e minuut de 1-0 in de met 2-2 gelijkgespeelde wedstrijd;. Bergvall speelde tot op heden 16 jeugdinterlands waarin hij vier keer wist te scoren. Hij speelde in deze wedstrijden samen met onder andere Oscar Vilhelmsson, Armin Gigović, Roony Bardghji en Jesper Tolinsson.   

#### Interlandstatistieken
| Jeugdinterlands van Lucas Bergvall voor Zweden | Jeugdinterlands van Lucas Bergvall voor Zweden | Jeugdinterlands van Lucas Bergvall voor Zweden | Jeugdinterlands van Lucas Bergvall voor Zweden | Jeugdinterlands van Lucas Bergvall voor Zweden | Jeugdinterlands van Lucas Bergvall voor Zweden |
| №                                              | Datum                                          | Wedstrijd                                      | Uitslag                                        | Soort Wedstrijd                                | Doelpunten                                     |
| Als speler bij Onder-15                        | Als speler bij Onder-15                        | Als speler bij Onder-15                        | Als speler bij Onder-15                        | Als speler bij Onder-15                        | Als speler bij Onder-15                        |
| ---------------------------------------------- | ---------------------------------------------- | ---------------------------------------------- | ---------------------------------------------- | ---------------------------------------------- | ---------------------------------------------- |
| 1.                                             | 23 september 2021                              | Zweden – Noorwegen                             | 0 – 6                                          | Vriendschappelijk                              |                                                |
| 2.                                             | 26 september 2021                              | Zweden – Noorwegen                             | 2 – 1                                          | Vriendschappelijk                              |                                                |
| Als speler bij Onder-16                        |                                                |                                                |                                                |                                                |                                                |
| 1.                                             | 11 mei 2022                                    | Zweden – IJsland                               | 0 – 2                                          | Vriendschappelijk                              |                                                |
| 2.                                             | 13 mei 2022                                    | Ierland – Zweden                               | 1 – 2                                          | Vriendschappelijk                              |                                                |
| 3.                                             | 16 mei 2022                                    | Zweden – Zwitserland                           | 3 – 5 (n.s.)                                   | Vriendschappelijk                              | Goal                                           |
| 4.                                             | 4 augustus 2022                                | Zweden – Faeröer                               | 0 – 1                                          | Vriendschappelijk                              | Goal                                           |
| 5.                                             | 8 augustus 2022                                | Noorwegen – Zweden                             | 2 – 2                                          | Vriendschappelijk                              |                                                |
| 6.                                             | 10 augustus 2022                               | Noord-Ierland – Zweden                         | 3 – 4                                          | Vriendschappelijk                              | Goal                                           |
| Als speler bij Onder-18                        |                                                |                                                |                                                |                                                |                                                |
| 1.                                             | 22 maart 2023                                  | Tsjechië – Zweden                              | 1 – 2                                          | Vriendschappelijk                              |                                                |
| 2.                                             | 25 maart 2023                                  | Noorwegen – Zweden                             | 1 – 0                                          | Vriendschappelijk                              |                                                |
| 3.                                             | 28 maart 2023                                  | Zweden – Denemarken                            | 0 – 3                                          | Vriendschappelijk                              |                                                |
| Als speler bij Onder-21                        |                                                |                                                |                                                |                                                |                                                |
| 1.                                             | 13 oktober 2023                                | Zweden – Moldavië                              | 4 – 0                                          | EK-kwalificatie                                | Goal                                           |
| 2.                                             | 27 oktober 2023                                | Georgië – Zweden                               | 0 – 0                                          | EK-kwalificatie                                |                                                |
| 3.                                             | 20 november 2023                               | Zweden – Nederland                             | 2 – 4                                          | EK-kwalificatie                                |                                                |
| 4.                                             | 22 maart 2024                                  | Cyprus – Zweden                                | 1 – 6                                          | Vriendschappelijk                              |                                                |
| 5.                                             | 26 maart 2024                                  | Macedonië – Zweden                             | 0 – 2                                          | EK-kwalificatie                                |                                                |
| Bijgewerkt tot 4 juni 2024                     |                                                |                                                |                                                |                                                |                                                |

### Zweeds elftal
Bergvall maakte op 12 januari 2024 zijn debuut in het Zweedse elftal tijdens de oefeninterland tegen Estland. In het met 2-1 gewonnen duel kwam hij in de 59e minuut in de ploeg voor Sebastian Nanasi.

#### Interlandstatistieken
| Interlands van Lucas Bergvall voor Zweden | Interlands van Lucas Bergvall voor Zweden | Interlands van Lucas Bergvall voor Zweden | Interlands van Lucas Bergvall voor Zweden | Interlands van Lucas Bergvall voor Zweden | Interlands van Lucas Bergvall voor Zweden |
| №                                         | Datum                                     | Wedstrijd                                 | Uitslag                                   | Soort Wedstrijd                           | Doelpunten                                |
| Als speler bij Djurgårdens IF             | Als speler bij Djurgårdens IF             | Als speler bij Djurgårdens IF             | Als speler bij Djurgårdens IF             | Als speler bij Djurgårdens IF             | Als speler bij Djurgårdens IF             |
| ----------------------------------------- | ----------------------------------------- | ----------------------------------------- | ----------------------------------------- | ----------------------------------------- | ----------------------------------------- |
| 1.                                        | 12 januari 2014                           | Zweden – Estland                          | 2 – 1                                     | Vriendschappelijk                         |                                           |
| Bijgewerkt tot 7 juni 2024                |                                           |                                           |                                           |                                           |                                           |

## Erelijst
| Competitie         |                   |                   |                   |                   |
| Competitie         | Aantal            | Jaren             |                   |                   |
| IF Brommapojkarna  | IF Brommapojkarna | IF Brommapojkarna | IF Brommapojkarna | IF Brommapojkarna |
| ------------------ | ----------------- | ----------------- | ----------------- | ----------------- |
| Ettan Norra        | 1x                | 2021              |                   |                   |
| Superettan         | 1x                | 2022              |                   |                   |
| Tottenham Hotspur  |                   |                   |                   |                   |
| UEFA Europa League | 1x                | 2024/25           |                   |                   |

## Persoonlijk
Bergvall zijn broer Theo voetbalt als verdediger eveneens bij Djurgårdens IF. De club waar hun moeder in het verleden ook gespeeld heeft.